# Hillsdale (Wyoming)
Hillsdale es un lugar designado por el censo (en inglés, census-designated place, CDP) ubicado en el condado de Laramie, Wyoming, Estados Unidos. Según el censo de 2020, tiene una población de 40 habitantes.

## Geografía
La localidad está ubicada en las coordenadas 41°12′29″N 104°28′28″O / 41.20806, -104.47444 (41.207977, -104.47439).